# Hierococcyx vagans
Il cuculo sparviero minore o cuculastore dai mustacchi (Hierococcyx vagans Statius Müller, 1845) è un uccello della famiglia Cuculidae.

## Distribuzione e habitat
Questo uccello vive nel Myanmar (Tenasserim meridionale), nella Thailandia peninsulare, nel Laos meridionale, nella Malaysia peninsulare e negli stati di Sabah e Sarawak, in Brunei, nel Borneo, su Sumatra e occasionalmente nella parte occidentale di Giava. Frequenta i bassipiani, i limiti delle foreste e le foreste secondarie a medie altitudini.

## Tassonomia
Hierococcyx vagans non ha sottospecie, è monotipico.